# Den Stærkeste (film fra 1912)
 For alternative betydninger, se Den Stærkeste. (Se også artikler, som begynder med Den Stærkeste)
Den Stærkeste er en dansk stum komediefilm fra 1912 produceret af Nordisk Films Kompagni og instrueret af Eduard Schnedler-Sørensen efter manuskript af Alfred Kjerulf. Filmens hovedroller spilles af Valdemar Psilander, periodens foretrukne førsteelsker, og den ligeledes populære Else Frölich. Filmen er i genren "erotisk lystspil", en genre som Schnedler-Sørensen skabte med bl.a. denne film og med Vor Tids Dame fra samme år.
Filmen havde dansk biografpremiere den 30. september 1912 i Panoptikon Teatret, og blev i tysktalende lande distribueret som Du hast mich besiegt, i engelsktalende lande som Vanquished og i fransktalende lande som Le Plus Fort.
Filmen fik dansk repremiere i 1956, da Det Danske Filmmuseum viste filmen i en kavalkade af danske stumfilm fra Nordisk Film produceret i 1910'erne. I sin præsentation af filmen fremhævede Filmmuseet filmens stærke karaktertegning af hovedpersonerne, dens fotografering og klipning.

## Handling
En smuk, men excentrisk grevinde morer sig med at sætte sine mange bejlere på tåbelige prøvelser. De fleste mænd forvandles til halsende hunde i grevindens selskab, men én opfører sig pirrende anderledes. Chas Burns lader sig ikke så nemt hundse med og viger ikke noget for at få sin vilje. Heller ikke da det viser sig, at et dødsridt på skinner er den eneste direkte vej til succes og grevindens underfundige hjerte.

## Medvirkende
- Else Frölich - Grevinde Rinette v. Thule
- Valdemar Psilander - Chas Burns
- Robert Dinesen
- Axel Boesen
- Aage Lorentzen
- Axel Mattsson
- Anton Gambetta Salmson
- Alf Nielsen
- Alma Hinding
- Ebba Thomsen - Grevindens rival
- Valda Valkyrien
- Carl Lauritzen
- Franz Skondrup